# Кинематографический принцип
Кинематографи́ческий при́нцип — при демонстрации последовательных неподвижных кадров, несущих изображение объекта, при определённой скорости возникает иллюзия движения объекта.
Кинематографический принцип лежит в основе записи и воспроизведения движущегося изображения (кинематографа, телевидения и т. п.).
Впервые принцип был публично продемонстрирован на киносеансе в 1895 году.
В образовании иллюзии движения участвуют зрительный анализатор и кора больших полушарий мозга.
Зрение человека инерционно.
Инерция зрения — свойство глаза сохранять изображение в течение примерно 0,1 сек.
Инерция зрения определяет скорость, с которой должны меняться кадры: время между кадрами должно быть меньше, чем время инерции зрения. В таком случае возникает эффект наложения двух последовательных кадров.
Например:
- кинематограф (современный): скорость движения плёнки — 24 кадра/сек (время между кадрами {\displaystyle {\frac {1}{24}}} сек);
- телевизионный стандарт (PAL/SECAM) — 25 кадров/сек (время между кадрами {\displaystyle {\frac {1}{25}}} сек);
- американский телевизионный стандарт (NTSC) — 30 кадров/сек (время между кадрами {\displaystyle {\frac {1}{30}}} сек).

Фильм — это плод воображения: на экране показываются неподвижные кадры; то, как объект двигался от положения на одном кадре к положению на следующем кадре, «придумывает» сам зритель, опираясь на собственный зрительный опыт.